# Schlot (Geologie)

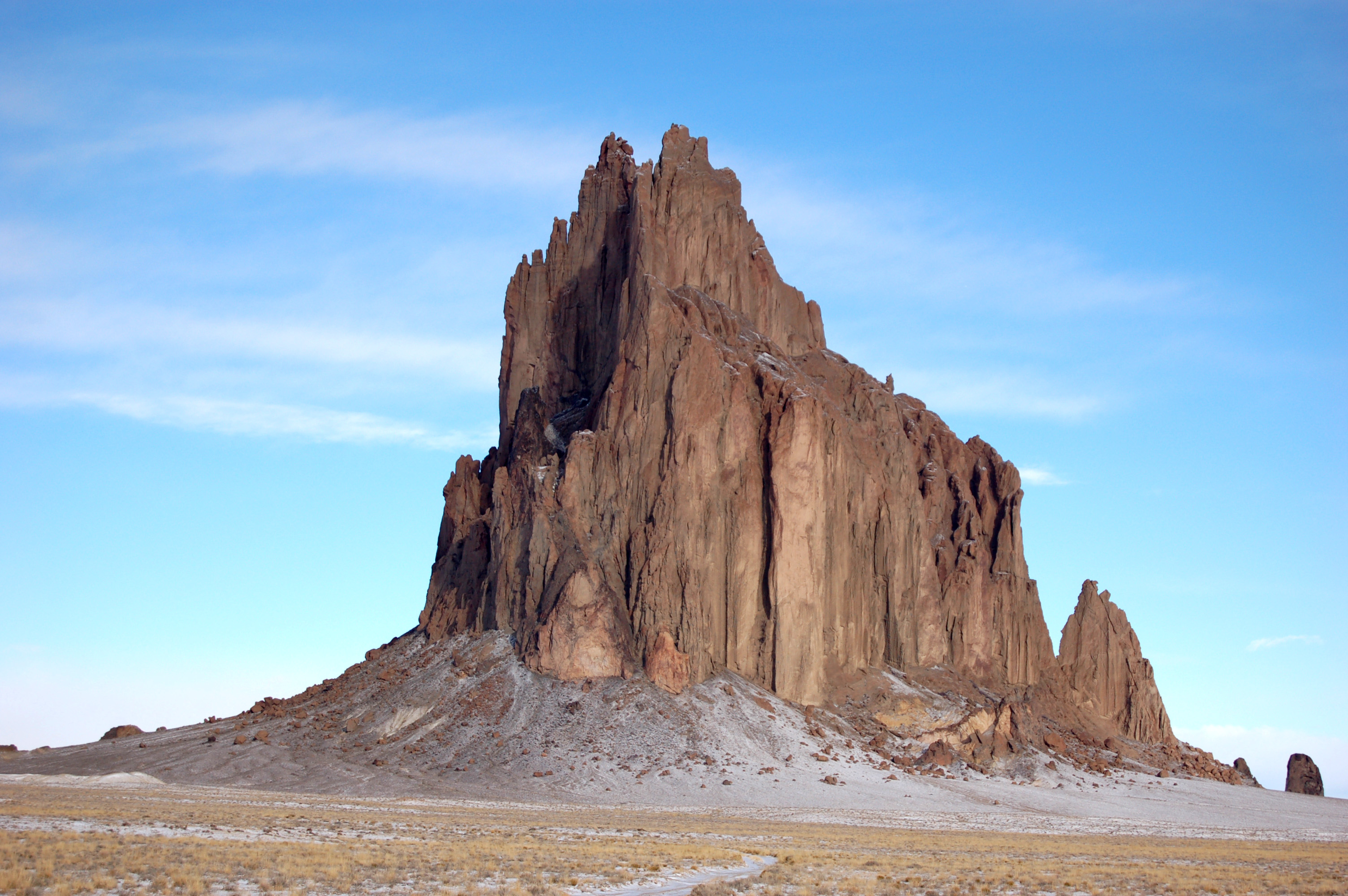
Shiprock auf dem Colorado-Plateau, New Mexico, USA

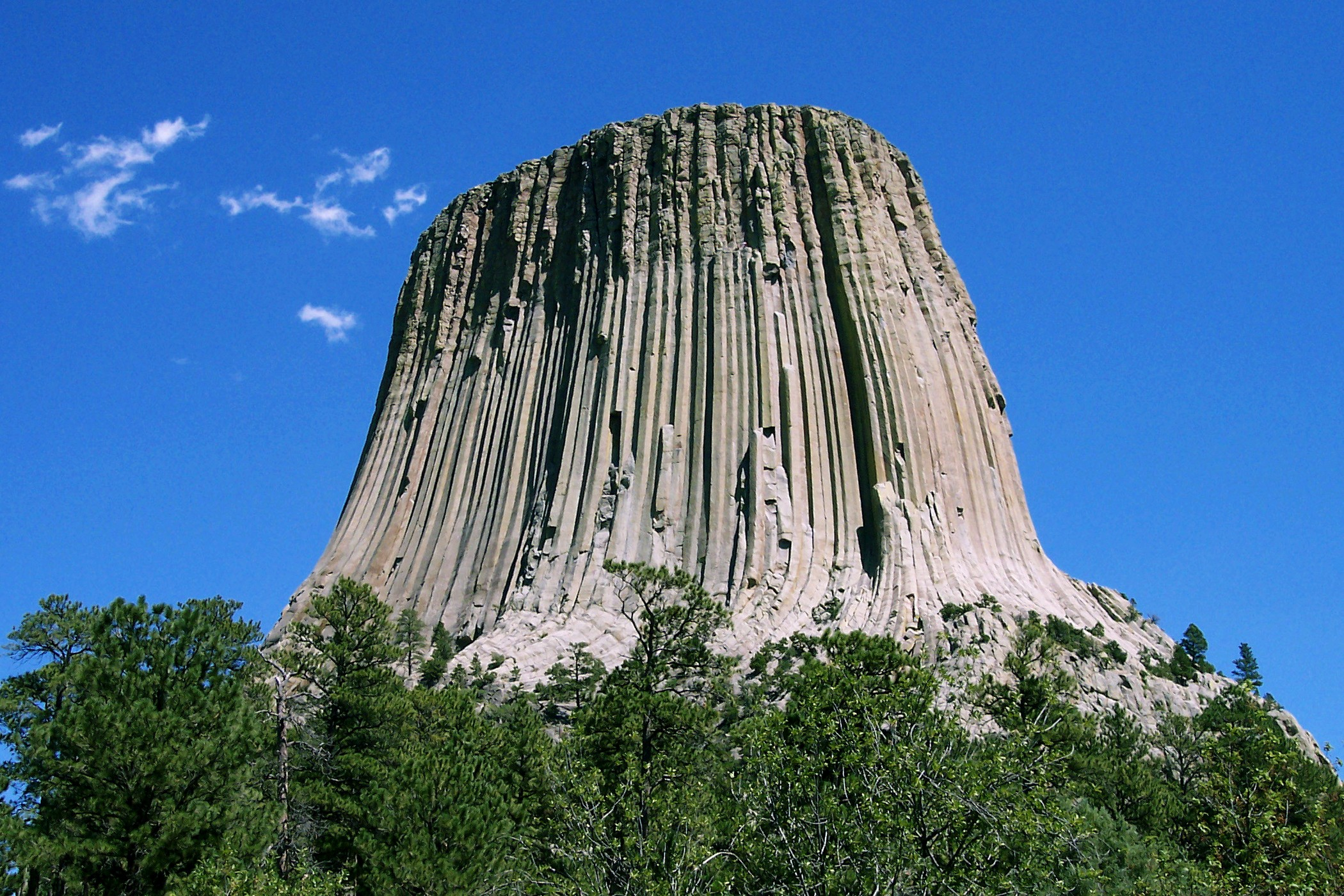
Devils Tower, Wyoming, USA

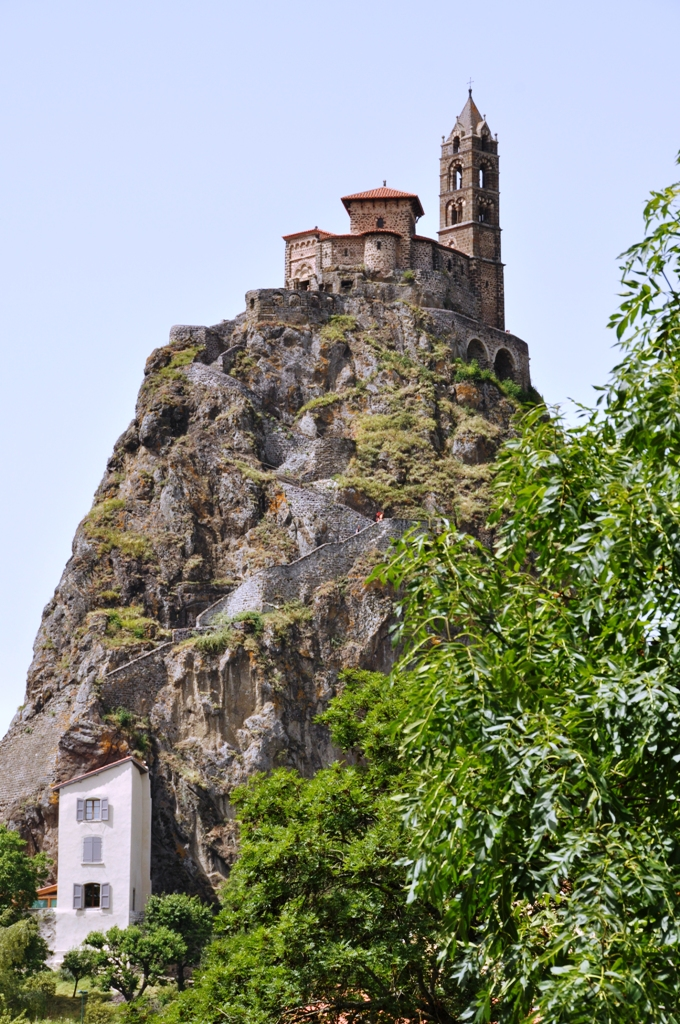
Saint-Michel d’Aiguilhe, Le Puy-en-Velay, Frankreich

Als Schlot (auch Schlotgang, Vulkanschlot, Durchschlagsröhre, Sprengtrichter, Diatrema, Neck oder Eruptionsschlot) bezeichnet man in der Geologie den mehr oder weniger senkrechten Aufstiegskanal von vulkanischen Produkten wie Magma oder Gase aus dem Erdinneren zu einem Eruptionszentrum an der Erdoberfläche oder am Meeresboden.

## Form
Je nach Form und Lage werden die Schlote als Vulkankrater, Eruptionsspalte oder Vulkandom bezeichnet. Bekannte Beispiele sind die Tuffschlote der Schwäbischen Alb und die necks in Schottland, darunter Bass Rock.

## Entstehung
Zur Entstehung von Schloten kommt es in der Regel durch explosive Eruptionen von sehr gasreichen Magmen oder durch reine Gasausbrüche aus großer Tiefe, die oft an tektonische Schwächezonen, wie Störungen oder Klüfte, gebunden sind, zuweilen aber auch durch verdampfendes Grundwasser. Durch die Druckentlastung bei einem raschen Aufstieg des Magmas kommt es zu einer derart schlagartigen Entgasung und Volumenzunahme von Kohlendioxid und Wasserdampf, so dass eine Beschleunigung der Gesteinstrümmer bis auf Überschallgeschwindigkeit möglich ist. Der Vorgang ähnelt in gewisser Weise dem Öffnen einer warmen Flasche Sekt, die man zuvor heftig geschüttelt hat.

## Schlotfüllung

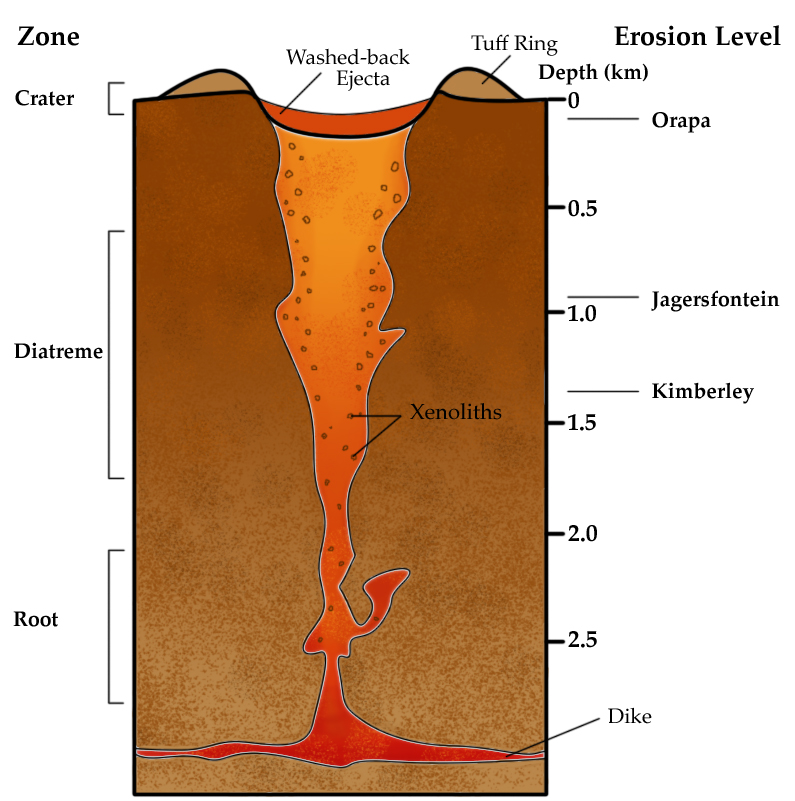
Schematisches Profil eines Kimberlit-Schlotes

Die Gesteine, die im Schlot erstarren oder sedimentieren (meist nur wenig Lava, größtenteils vulkanische Brekzien), bilden die „Schlotfüllung“, auch „Schlotpropfen“ genannt. Durch den explosiven Eruptionsprozess werden oft zahlreiche Nebengesteinsfragmente von den Schlotwänden mitgerissen (Xenolithe). Diese können bisweilen einen bedeutenden Anteil an der Schlotfüllung ausmachen.
Von wirtschaftlichem Interesse sind die Lagerstätten von diamantführenden pipes aus Kimberlit und Lamproit in Südafrika. Sie sind mindestens drei Mal so tief wie die meisten anderen bekannten Schlote und reichen bis in die tiefe Erdkruste oder sogar bis in den Oberen Erdmantel hinab, woher die Diamanten stammen. Ihre Wurzelzonen bestehen meist aus erstarrtem Magma. Nach oben hin nimmt der Anteil an Brekzien immer mehr zu.
Wegen ihrer zerschlagenen, lockeren Füllung können vulkanische Schlote auch leicht als Aufstiegswege und Abscheidungsorte von mineralisierenden Lösungen (Fluide) aus der Tiefe dienen. Viele bekannte Lagerstätten von Kupfer und anderen Metallen sind an solche Strukturen gebunden.

## Sprachgebrauch
- Im weitesten Sinn kann aber auch jeder kegelförmige Körper aus Gesteinstrümmern als Schlot bezeichnet werden, egal ob er vulkanischen Ursprungs ist oder nicht.
- In der Höhlenforschung werden gelegentlich vertikale Strecken einer Höhle als Schlot bezeichnet. Im Gegensatz zum Schacht haben sich die Schlote von unten nach oben entwickelt.